# I Jonge
I Jonge (hangul: 이영애, handzsa: 李英愛, RR: Lee Young-ae; Szöul, 1971. január 31. –) dél-koreai színésznő.

## Élete
I Jonge első ízben 1993-ban tűnt fel a dél-koreai televízióban, a kilencvenes évek közepétől már ünnepelt sorozatsztár (Papa, The medical brothers), karrierje azonban a kritikai és anyagi bukásnak bizonyuló első nagyjátékfilm-szerepe (Inshalla) után kissé megtorpant. A csúcsra a Joint Security Area című filmmel kapaszkodott vissza, amelyik még a népszerű Shirit is letaszította a nemzeti bevételi örökranglista első pozíciójáról. Egy évvel később két egész estés darabban is szerepelt: míg a Last Present kevésbé jelentékeny, harsány és manipulatív melodráma, a One Fine Spring Day költői, minimalista mű egy fájdalmas szakításról, amelyért I elnyerte a legjobb női főszerepért járó, helyi Blue Dragon-díjat. A 2003-as keltezésű, egész Délkelet-Ázsiában népszerű, Magyarországon is sugárzott A palota ékköve (Jewel in the Palace) főszereplőjeként regionális szupersztárrá lépett elő: a Csoszon-dinasztia idejében játszódó kosztümös alkotás Dél-Korea kivételes erejű kulturális exportcikkjének bizonyult, amely tömegeket sarkallt arra, hogy ellátogassanak az országba, és megismerkedjenek annak nyelvével és szokásaival. 2005-ben I visszatért a gyöngyvászonra, hogy Pak Csanuk itthon is forgalmazott bosszú trilógiájának befejező epizódjában (Lady Vengeance: A bosszú asszonya) leszámoljon az életét derékba törő gyerekgyilkossal.
Két diplomája van, az egyik német nyelv és irodalomból, a másik pedig színház- és filmművészetből.
2009. augusztus 24-én férjhez ment. A ceremónia a legnagyobb titokban, az Egyesült Államokban zajlott: I Jonge újdonsült férje ugyanis egy 55 éves koreai-amerikai üzletember.
I Jonge 2011. február 20-án ikreket szült, egy lánynak és egy fiúnak adott életet.

## Sorozatok
- Saimdang, Light's Diary/ Saimdang Memoir of Colors  (SBS 2017) Shin Saimdang/ Seo Ji-Yoon
- A palota ékköve (Dae Jang Geum) (MBC, 2003) - Szo Csanggum
- Fireworks (SBS, 2000)
- Invitation (KBS2, 1999)
- Mighty Waves (SBS, 1999)
- Food Table of Contents (MBC, 1998)
- Advocate (MBC, 1998)
- I Survive Reason (내가 사는 이유) (MBC, 1997)
- Medical Brothers (MBC, 1997)
- Their Embrace (MBC, 1996)
- Papa (KBS2, 1996)
- Love and Marriage (MBC, 1995)
- West Palace (KBS2, 1995)
- Asphalt Man (SBS, 1995)
- How is Your Husband (SBS, 1993)

## Filmjei
- Lady Vengeance – A bosszú asszonya (Sympathy for Lady Vengeance) (2005) - I Gumdzsa
- Egy szép tavaszi nap (One Fine Spring Day) (2001) - Unszu
- Last Present aka The Gift (2001)
- Demilitarizált övezet: JSA (2000)
- First Kiss (1998)
- Inch'Allah (1997)

## Díjai
- 1994 SBS Drama Awards - Legjobb elsőfilmes
- 1995 KBS Drama Awards - Legnépszerűbb színésznő
- 1996 MBC Drama Awards - Legjobb színésznő
- 1997 SBS Drama Awards - Legjobb színésznő
- 1998 SBS Drama Awards - Legjobb színésznő
- 1999 KBS Drama Awards - Legnépszerűbb színésznő
- 2001 Korea Movie & Music Awards - A legfotogénebb színésznőnek járó elismerés
  - Pusan Film Critics Awards - Legjobb női főszereplő [One Fine Spring Day]
- 2003 MBC Drama Awards - Grand Prize
- 2005 International Film Festival of Catalunya - Legjobb női főszereplő [Sympathy for Lady Vengeance]
  - 26. Blue Dragon Awards - Legjobb női főszereplő [Sympathy for Lady Vengeance]
- 2006 Paeksang Arts Awards - Legjobb női főszereplő [Sympathy for Lady Vengeance]